# Malakand Levies
Els Malakand Levies és un cos de reclutes militars formats com a part dels Swat Levies, en funcions de policia a algunes parts de l'agència de Dir, Swat i Chitral. Els Swat Levies foren reorganitzats el 1920. El 1950, ja dins el Pakistan, es va introduir una policia regular a Principat de Swat, i la policia fronterera de Chitral fou separada dels Swat Levies; llavors a Dhir i a les Malakand Protected Areas el cos va rebre els s noms de Dir Levies i de Malakand Levies. A Dir es va introduir a més una força de policia però a Malakand els levies van continuar en aquesta tasca fins al 1977.